# UTV (телеканал, Румыния)
U TV — румынский музыкальный телеканал, который запущен 9 апреля 2005 в качестве первого интерактивного телевидения в этой стране.
Канал имеет современный музыкальный формат. Целевая аудитория состоит из молодых людей в возрасте от 15 до 29 лет. U TV ходит под управлением «New Trend Media», входящая в группу UTI Grup, и принадлежит бизнесмену Tiberiu Urdăreanu.. U TV является дочерью владельца, Sorana Urdăreanu.
В мае 2011 года, UTV был куплен компанией RCS&RDS.
По неофициальным данным, осенью 2011 года канал будет вещать в России и странах СНГ на спутниковой платформе «НТВ-Плюс». Включение данного канала повлияла на популярность румынских исполнителей в России, благодаря ротациям своих песен на радиостанциях России и активному сотрудничеству с компанией «RDS Records».